# Offensive de Tallinn
Front de l'Est de la Seconde Guerre mondiale
 (Opération Bagration)
Batailles
- Kingisepp–Gdov
- Narva (1re offensive
- 2e offensive
- 3e offensive
- 4e offensive
- 5e offensive)
- Bombardements de Tallinn
- Auvere
- Ligne Tannenberg
- Tartu
- Tallinn
- Porkuni
- Moonsund
- Tehumardi

L'offensive de Tallinn (russe : Таллинская наступательная операция) ou opération Aster (allemand : Unternehmen Aster) est une offensive stratégique menée par la 2e armée de choc, la 8e armée de l'Armée rouge et la flotte de la Baltique contre le détachement de l'armée allemande Narwa et les unités estoniennes en Estonie continentale sur le front de l'Est de la Seconde Guerre mondiale du 17 au 26 septembre 1944.
L'offensive soviétique débute avec la 2e armée de choc soviétique brisant la défense du IIe corps d'armée le long de l'Emajõgi dans les environs de Tartu. Les défenseurs réussissent à ralentir suffisamment l'avance soviétique pour que le détachement de l'armée Narwa soit évacué de l'Estonie continentale de manière ordonnée. Le 18 septembre, le gouvernement constitutionnel d'Estonie capture les bâtiments gouvernementaux à Tallinn et la ville est abandonnée par les forces allemandes le 22 septembre. Le front de Leningrad s'empare de la capitale et s'empare du reste de l'Estonie continentale le 26 septembre 1944.

## Contexte

### Prélude
Les attaques du front de Leningrad avaient poussé le groupe d'armées Nord à l'ouest du lac Peïpous, entraînant une série d'opérations autour de Narva. Au sud, les forces soviétiques avaient avancé vers la côte balte à la fin de l'opération Bagration, l'offensive d'été soviétique contre le groupe d'armées Centre. L'offensive soviétique de Tallinn est conçue dans le cadre de l'offensive de la Baltique pour éliminer les positions du groupe d'armées Nord le long de la Baltique.
La Stavka élabore une opération complexe d'approvisionnement et de transport, pour déplacer la 2e armée de choc du front de Narva au fleuve Emajõgi le 5 septembre 1944. La 25e brigade fluviale et les troupes du génie reçoivent l'ordre de transporter les unités sur le lac Peïpous. Cinq passages sont construits depuis la colonie russe de Pnevo à travers le détroit de Lämmijärv de 2 kilomètres de large jusqu'au village estonien de Mehikoorma. Quarante-six navires sont déployés 24 heures sur 24 pour transporter 135 000 soldats, 13 200 chevaux, 9 100 camions, 2 183 pièces d'artillerie et 8 300 tonnes de munitions à travers le lac. Les unités de la Luftwaffe observent le l'opération sans intervenir. le front de l'Emajõgi, initialement placé dans la zone de compétence du 3e front de la Baltique, est transféré à La 2e armée de choc le 11 septembre 1944.
Les trois fronts soviétiques de la Baltique lancent leur opération offensive à Riga le 14 septembre, le long du segment du front de la 18e armée allemande, de la ville de Madona en Lettonie à l'embouchure de cours d'eau Väike Emajõgi. Dans la section estonienne, de la jonction ferroviaire de Valga au lac Võrtsjärv, le 3e front de la Baltiquee soviétique attaque le XXVIIIe corps d'armée allemand. Les unités allemandes et estoniennes de l'Omakaitse tiennent leurs positions et empêchent l'encerclement en Estonie du détachement de l'armée Narwa.

### Objectifs soviétiques
Cette offensive doit aboutir à l'occupation de l'Estonie et de sa capitale Tallinn. La Stavka espère par une percée rapide sur le front d'Emajõgi l'ouverture de la voie aux unités blindées vers le nord, ainsi que le contourenement par le sud du détachement d'armée Narwa. Le commandement de l'Armée rouge présume que la principale direction de retraite des forces allemandes est Tallinn et y concentre ses forces pour tenter de bloquer les routes.

### Objectifs allemands
Le groupe d'armées Nord avait déjà envisagé d'abandonner l'Estonie en février 1944, lors de l'offensive soviétique Kingisepp-Gdov. Un grand nombre d'unités auraient été libérées avec des changements au front, mais le front de Narva continuera d'être défendu sur les ordres d'Hitler. Le commandement allemand considère important le maintien du contrôle de la rive sud du golfe de Finlande pour maintenir la Finlande dans la guerre et cantonner la flotte soviétique de la Baltique dans la baie orientale du golfe. La conservation des réserves de schiste bitumineux et de l'industrie du schiste bitumineux à Ida-Viru demeure également importante pour l'effort de guerre allemand.
La sortie de la Finlande de la guerre le 3 septembre donne l'impulsion politique à l'abandon de l'Estonie. Le lendemain, le Generaloberst Heinz Guderian suggère qu'il n'est plus possible de conserver les régions non envahies de l'Ostland et ordonne d'élaborer des plans pour l'opération d'évacuation, nom de code Königsberg.
Hitler s'oppose à cette opération et ordonne de tenir l'Ostland à tout prix. Une évacuation soulagerait la pression sur la Finlande qui aux termes des accords de Moscou doit chasser les Allemands de son territoire et renforcerait la Suède dans sa politique de neutralité favorable aux alliés. En dépit de l'opposition de Hitler, Guderian ordonne la mise en œuvre du plan Königsberg, dont l'exécution doit demeurer secrète.
Le lendemain, l'Oberst Oldwig von Natzmer visite le quartier général du détachement de l'armée Narwa pour discuter des détails de l'évacuation. Le 11 septembre, l'évacuation de l'Estonie est longuement discutée au quartier général de l'armée. Le 15 septembre, le commandant en chef du groupe d'armées, Ferdinand Schörner demande à Guderian de convaincre Hitler d'ordonner l'évacuation des troupes allemandes de la partie continentale de l'Estonie, sous le nom de code d'opération Aster. Schörner affirme que tout retard dans l'envoi de l'ordre conduit à laisser en Estonie des unités destinée à être piégées par les forces soviétiques. Hitler accepte finalement le 16 septembre.
Selon le plan, les principales forces du groupe d'armées Narwa doivent principalement se retirer via Viljandi et Pärnu jusqu'à Riga. Pour ce faire, le IIe corps d'armée sur le front d'Emajõgi et le XXVIIIe corps d'armée à Väike Emajõgi doivent maintenir la ligne de front stable jusqu'à ce que le détachement d'armée soit passé derrière eux. Officiellement, l'opération est censée débuter le 19 septembre. La retraite doit être ordonnée, avec des positions préparées pour le recueil des unités  sur plusieurs lignes de résistance, le retrait devant être soutenu principalement par les unités composées d'Estoniens qui, selon les estimations du commandement de l'armée allemande, n'auraient de toute façon pas voulu quitter l'Estonie. Une force navale dirigée par le vice-amiral Theodor Burchardi commence l'évacuation des éléments des formations allemandes ainsi que des civils le 17 septembre. Le quartier général prépare un plan détaillé pour quitter leurs positions sur le front de Narva dans la nuit du 18 au 19 septembre.

### Objectifs estoniens
Diverses troupes estoniennes, qui employaient des hommes ayant déserté de la 20e division SS, de la milice Omakaitse, de la défense des frontières et des bataillons de police auxiliaires, n'avaient aucune planification générale. Cependant, leur objectif était de défendre l'indépendance de l'Estonie,.

## Comparaison des forces
Le 17 septembre, au début de l'offensive sur le front d'Emajõgi, le IIe corps d'armée allemand est réduit à une modeste division de 4 600 hommes, faisant face aux 140 000 hommes de la 2e armée de choc. Alors que le IIe corps d'armée ne dispose pratiquement d'aucune force blindée, le 3e front de la Baltique déploie 300 véhicules blindés. L'Armée rouge dispose de 2 569 pièces d'artillerie le long de la ligne de front de 90 kilomètres face à une artillerie allemande pratiquement inexistante. Les 15 000 soldats du IIIe SS Panzerkorps s'opposent à la 8e armée soviétique comptant 55 000 soldats sur le front de Narva. Les troupes estoniennes pro-indépendance sont au nombre de 2 000.

## Opérations
Le 3e front de la Baltique commence son offensive au petit matin du 17 septembre. Après que le IIe corps d'armée allemand subit un barrage d'artillerie de 132 500 obus, les trois principaux corps de fusiliers traversent la rivière Emajõgi dans la section de 25 km de long du front à l'est de Tartu et parviennent à percer les défenses. La 2e armée de choc se fraye un chemin jusqu'au quartier général divisionnaire allemand et aux positions d'artillerie. Seul le Kampfgruppe de Rebane, stationné près de Tartu, tient sa position mais au prix de lourdes pertes. Le détachement d'armée Narwa et le XXVIIIe corps, les éléments les plus au nord du groupe d'armées Nord, risquent l'encerclement et la destruction. Le général Ferdinand Schörner ordonne au IIe corps d'armée d'abandonner la défense de l'Emajõgi et de se déplacer rapidement autour de la pointe nord du lac Võrtsjärv vers la Lettonie.
Six régiments estoniens de défense des frontières, le 113e régiment de sécurité et les restes de la 20e division SS se retirant de la partie la plus éloignée du front de Narva dans le marais de Krivasoo sont bloqués par les unités avancées du 8e corps de fusiliers estoniens et détruits dans les batailles de Porkuni et d'Avinurme les 20 et 21 septembre. Des Estoniens du corps de fusiliers soviétiques assassinent leurs compatriotes faits prisonniers à Porkuni et les blessés réfugiés dans l'église paroissiale d'Avinurme,.
La défense permet au détachement de l'armée Narwa de s'échapper d'Estonie alors que le IIIe SS-Panzerkorps et la 11e division d'infanterie abandonnent leurs positions, à l'insu de la 8e armée soviétique. Les forces soviétiques commence à avancer tôt le matin, capturent Jõhvi et le soir atteignent la ligne Toila-Jõhvi-Kurtna, faisant également 63 prisonniers de guerre. Le Panzerkorps compte 30 morts ou portés disparus ainsi que 30 blessés. Dans la nuit du 20 septembre, le quartier général du corps est près de Pärnu sur la côte sud-ouest, aux côtés du « Nederland », du « Nordland » et du quartier général de la 11e division d'infanterie. Le « Nordland » et la 11e divisions d'infanterie sont envoyés en Lettonie, sous le commandement de la 16e armée. Le « Nederland » est délaissé pour organiser la défense de Pärnu. Le 23 septembre, les « Nederland » dynamitent le port et se replient sur la Lettonie. Le 24 septembre près d'Ikla à la frontière lettone, l'arrière-garde du « Nederland » mène sa dernière bataille sur le sol estonien, détruisant 12 à 15 chars soviétiques.
Militaires, blessés, institutions et industries, prisonniers et civils sont pour la plupart évacués par voie maritime. L'amiral Theodor Burchardi, responsable de la sécurisation de l'évacuation de Tallinn et Paldiski, déploie une force importante, la 24e flottille de débarquement, la 14e flottille de sécurité, la 31e flottille de chalutiers miniers, la 5e flottille de sécurité et la 1re flottille d'évacuation, soit une cinquantaine de petits navires de guerre, vedettes, navires d'escorte et autres bâtiments. En six jours, environ 50 000 soldats, 38 000 personnels militaires, 20 000 civils, un millier de prisonniers de guerre et 30 000 tonnes de marchandises sont évacués d'Estonie, par voie maritime. L'évacuation par mer, malgré le fait que le temps d'évacuation est beaucoup plus court que prévu, est considérée comme un succès complet, avec seulement 0,9% des évacués tués, essentiellement lors d'attaques aériennes soviétiques sur les convois.
Le 18 septembre 1944, le gouvernement provisoire formé par le Comité national de la république d'Estonie à Tallinn déclare de nouveau l'indépendance de l'Estonie. Des unités militaires estoniennes s'affrontent avec les troupes allemandes à Tallinn, s'emparant des bureaux de l'État à Toompea. Le gouvernement demande à l'Union soviétique de reconnaître l'indépendance de la République.
Au moment où les unités avancées du front de Leningrad arrivent à Tallinn au début du 22 septembre, les troupes allemandes ont pratiquement abandonné la ville et les rues sont vides. La dernière unité allemande à quitter Tallinn ce matin-là est le 531e bataillon d'artillerie de la marine. Avant l'embarquement, toute l'artillerie et les armements stationnaires, les équipements spéciaux, les canons ne pouvant être évacués, les munitions, le central téléphonique, la maison de diffusion radio, les locomotives et les wagons et la voie ferrée ont été détruits. La centrale électrique de Tallinn est la cible de tirs de la mer et le port de la vieille ville est détruit. Les unités allemandes en retraite n'auront aucun contact de combat avec l'Armée rouge à Tallinn. Le gouvernement estonien échoue à concentrer les soldats estoniens se retirant des fronts de Narva et d'Emajõgi, car les unités sont dispersées et mélangées aux détachements allemands se retirant vers la Lettonie. Par conséquent, le gouvernement manque de forces militaires importantes pour repousser les forces soviétiques concentrées autour de Tallinn. Les unités sécurisant la capitale nationale et le gouvernement sont dirigées par le contre-amiral Johan Pitka. Les troupes du front de Léningrad s'emparent de Tallinn le 22 septembre. Jüri Uluots, président par intérim de l'Estonie, s'enfuit en Suède. Dans les jours suivants, plusieurs groupements tactiques indépendantistes estoniens mènent une attaque contre les troupes soviétiques dans les comtés de Harju et de Lääne, sans succès.

## Conséquences
L'évacuation allemande se déroule dans l'ordre. Les plans du groupe d'armées Nord ont porté leurs fruits et les Soviétiques et l'Oberkommando der Wehrmacht ont été surpris et impressionnés par la rapidité de l'évacuation. La 8e armée soviétique capture ensuite les îles restantes de l'ouest de l'Estonie lors de l'opération de débarquement Moonsund, une attaque amphibie. Dans l'ensemble, l'offensive balte entraîne l'expulsion des forces allemandes d'Estonie, de Lituanie et d'une grande partie de la Lettonie.

### Réoccupation soviétique
La domination soviétique de l'Estonie est rétablie par la force, et la soviétisation qui suivra, est principalement réalisée en 1944-1950. La collectivisation forcée de l'agriculture débute en 1947 et s’achève après la déportation massive des Estoniens en mars 1949. Toutes les fermes privées sont confisquées et les agriculteurs contraints de rejoindre les fermes collectives. Un mouvement de résistance armée des « frères de la forêt » demeure actif jusqu'aux déportations massives. Au total, 30 000 personnes ont participé ou soutenu le mouvement ; 2 000 ont été tués. Les autorités soviétiques combattant les frères de la forêt ont également fait des centaines de morts. Parmi les personnes tuées des deux côtés se trouvent des civils innocents. Outre la résistance armée des frères de la forêt, un certain nombre de groupes d'écoliers nationalistes clandestins sont actifs. La plupart de leurs membres seront condamnés à de longues peines d'emprisonnement. Les actions punitives diminueront rapidement après la mort de Joseph Staline en 1953 ; de 1956 à 1958, une grande partie des déportés et des prisonniers politiques sont autorisés à retourner en Estonie. Des arrestations politiques et de nombreux autres types de crimes contre l'humanité seront commis tout au long de la période d'occupation jusqu'à la fin des années 1980. Après tout, la tentative d'intégration de la société estonienne dans le système soviétique échoue. Bien qu'ayant vaincue la résistance armée, la population demeure anti-soviétique. Cette opposition aidera les Estoniens dans l'organisation d'un nouveau mouvement de résistance à la fin des années 1980. Ils retrouveront leur indépendance en 1991, destinés à développer rapidement une société moderne.